# El Brosquil
El Brosquil és pedania pertanyent a l'ajuntament de Cullera (Ribera Baixa). El seu terme s'estén des de la ribera sud de l'Estany fins a la frontera amb el terme de Tavernes de la Valldigna. Les platges de la pedania compten entre els seus serveis, el de la Platja Canina.

## Festes
Les festes de la pedania, en honor del seu patró San Vicent Ferrer es desenvolupen coincidint amb el Dilluns de Pasqua; aquest és el principal esdeveniment turístic.